# ニード・フォー・スピード ホット・パースート
ニード・フォー・スピード ホット・パースート(Need for Speed: Hot Pursuit)、は、Criterion Gamesが開発しエレクトロニック・アーツが2010年12月9日から発売しているレースゲーム。

## 特徴
- プレイヤーは、レーサーを追いかけて検挙する警察（SCPD）または、追いかけられるレーサーのどちらかを選択してプレイが可能である。
- 登場する車は全て実在する車両である。
- 車両の改造は出来ない。
- レースをクリアするごとに、点数式で評価され、一定の点数を獲得すると、警察官モードだとプレイヤーの階級が上がったり（反対にレーサー側だと指名手配レベルが上がる）、新しい車両やアイテムの追加がされる。
- 同じコースでも、昼と夜、晴れと雨などの変化がある。
- イベント以外にもレーサー・警察側の車両に乗り自由に走ることが出来るフリーモードもプレイできる。
- オンラインでもプレイが可能。
- 日本語版では、音声が吹き替えになっている。

## 舞台
- アメリカ合衆国カリフォルニア州内に所在する架空の郡であるシークレスト・カウンティーである。
- マップ内には、海岸道路、山、砂漠、森林地帯がある。
- 時間帯や天候、路面状況も様々な設定がある。

## キャリア・モード
プレイヤーは警察かレーサーかを選択してゲームを進めることが出来る。クリアするごとに点数（バウンティ）で評価されるシステムを採用している。総バウンティが一定数に達すると、新しい車両が開放される。またレーサーには指名手配レベル、警察にはランクが存在し、総バウンティによって自動的に昇格する。最高レベル/ランクは20。
登場する車両は性能を目安にしてそれぞれ5つのシリーズにクラス分けされており、キャリアを進めることで新しいシリーズが開放される。

### 警察
「名誉」「優秀」「合格」の三段階で評価される。「合格」を下回った場合は失敗。
- ホットパースート

ストリート・レースを行っているレーサーの車数台にダメージを与え検挙する任務。全ての車両を検挙することが出来れば「名誉」評価が得られる。レーサーがゴール地点に到達したら逃がしたことになり、「合格」の目標台数を下回ったら失敗。イベント中に車両が大破してもその時点で目標台数以上を検挙していれば「優秀」「合格」の評価は得られる。
- インターセプター

一台のスピード違反車両を出来るだけ早く検挙するモード。特殊な思考を持つレーサーが多い。短時間で検挙できれば「名誉」となる。どんなに時間がかかっても逮捕できれば「合格」となる。自車が大破するか、自車の捜査範囲から逃げられて（クールダウン）一定時間が経過すると失敗。
- ラピッドレスポンス（タイムアタック）

警邏中にSCPD本部から無線が入り、時間内に目的地に向かうモード。ガードレールや一般車に衝突すると時間が加算されてしまう（クラッシュシーンに入った場合は加算されない）。「合格」以上のタイムでクリア。
- プレビュー

上と同じく、時間内に目的地に向かうモード。指定された警察車両を使用する。

### レーサー
「ゴールド」「シルバー」「ブロンズ」の三段階で評価される。複数台で競うモードでは基本的に1位が「ゴールド」、2位が「シルバー」、3位が「ブロンズ」となる。4位以下は失敗。
- ホットパースート

警察からゴール地点まで逃走するモード。3位以上でゴールするとクリアになる。手配レベルが上がる度に警察からの妨害がエスカレートしてくる。自車が大破するか、警察に逮捕されると失敗。
- レース

3位以上の順位でのゴールでクリアになる。警察の追跡は無い。
- デュエル

1対1でレースするモード。1位でゴールド、2位でシルバーを取得できる。車の全損以外の失敗用件は無し。
- タイムトライアル＆プレビュー（タイムアタック）

一人で行うタイムアタック。プレビューは指定された車での走行。ブロンズ以上のタイムでクリア。
- ガントレット（タイムアタック）

一人でのタイムアタックだが、ゴールに向かう途中に警察に追跡される。こちらから武器を使用することも可能。ブロンズ以上のタイムでクリア。自車が大破するか、警察に逮捕されると失敗。

## オンライン
インターネットを介して他のプレイヤーと対戦・協力プレイが出来るモード。最大8人まで同時プレイ可能(インターセプター除く)。車両の速度レベルを選ぶ事が出来る。コースはランダムに選択される。リマスター版では、PS4、Xbox One、PC、Nintendo Switch間でのクロスプレイに対応しており、それ以外のバージョンは同一プラットフォーム間でのみオンライン対戦が可能。
- ホットパースート

イベント開始前に各プレイヤーが警察とレーサーに振り分けられる。レーサーのチームは誰か一人でもゴール地点まで到達すれば勝ち、警察はレーサー全員を逮捕することが出来れば勝ちとなる。因みにイベント中、レーサー全員が退室した場合も警察側の勝ちとなる。
- インターセプター

このモードのみ1対1。警察はレーサーを逮捕するか、レーサーが大破したら勝ち。レーサーは警察が大破するか、警察の捜査範囲から逃げ出して(クールダウン)30秒経過すれば勝ち。
- レース

レーサーのみ。武器の使用は不可。
- モスト・ウォンテッド

要DLC。ホットパースートと同様に警察とレーサーに振り分けられるが、レーサーの一人が「モスト・ウォンテッド」に指名される。レーサーはモスト・ウォンテッドが警察から逃げきる(クールダウン)か、警察を全滅させれば勝ち。警察はモスト・ウォンテッドを逮捕すれば勝ち。
- アームド・レース

要DLC。武器が使用可能なレース。通常のパトカーは登場しないが、警察本部よりロードブロックもしくはヘリコプターの指令が出る場合がある。なおジャマーではレーサーの武器を無効化する事は出来ない。

## アイテム
キャリアを進めていくと4つの機能が使用でき、更に使用回数を重ねることで装備レベルが上がる。イベント毎に使用回数は固定されている。

### 警察側
- EMP - 自分の前面にいる車をロックオンして電磁波を発生させ、車体にダメージを与える武器。離れすぎていたり、照準がはずれていたり、自分より後方の相手には効果がなく、回避されてしまう。
- ロードブロック - 道路上に警察車両数台を並べて容疑車両の逃走を阻止する。要請すると即座に設置される。装備レベルが上がるにつれてより強固な車が配置されるようになっていく。
- ヘリコプター - 空からの追跡を行い、相手車両の前にスパイクの設置をしてもらえる。また、低空飛行することにより一定時間足止めさせることもできる[1]。
- スパイク - 踏むと車両が大きなダメージを受ける。車の後ろに積載されているので、相手車両の前に行って落とさないと意味がない。装備レベルが上がるにつれて設置幅が広くなっていき、最終的には連続で設置することも可能になる。

### レーサー側
- EMP - 警察と同等の性能。
- ターボ - 一定時間ナイトロ以上の急加速をすることが出来、ターボ中に車両に突っ込めば一発でクラッシュさせることができる。ただしスパイクは回避できない。また、大きな激突をするとターボが終わってしまう。
- ジャマー 警察通信を妨害可能な装置で[2]、警察側のロードブロックやヘリコプターの要請を妨害することができ、EMPロックオンされている最中に発動すると強制回避できる。スパイクベルトの無力化も可能。
- スパイク - 警察と同等の性能。

## 登場車両

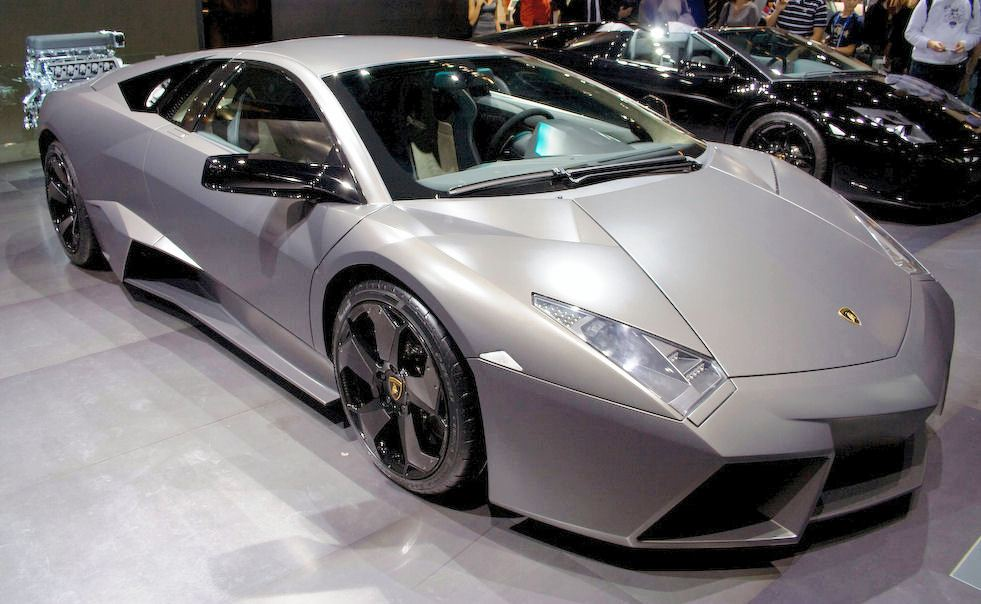
本作のメインビジュアル（警察）のLamborghini Reventón

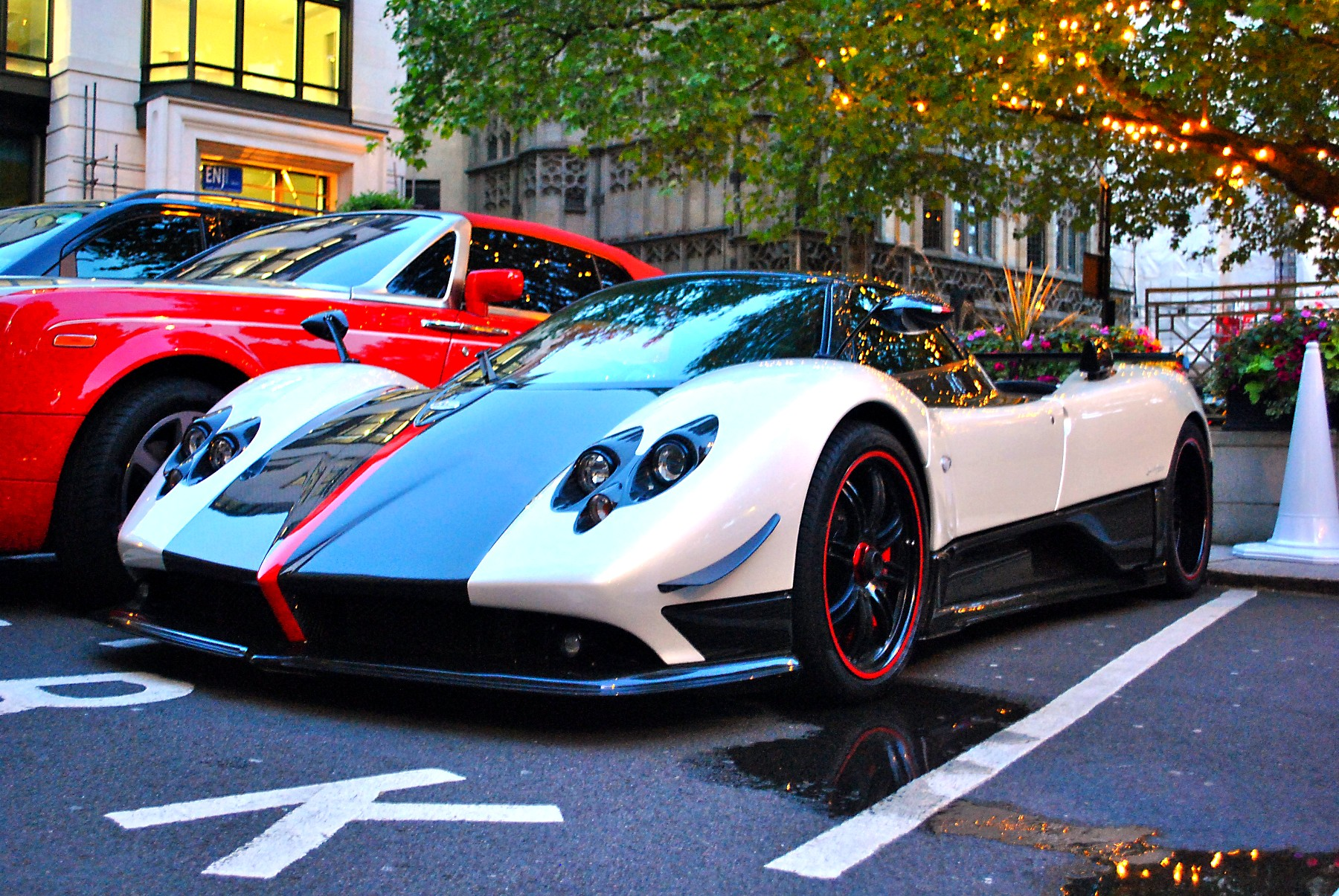
Pagani Zonda Cinque

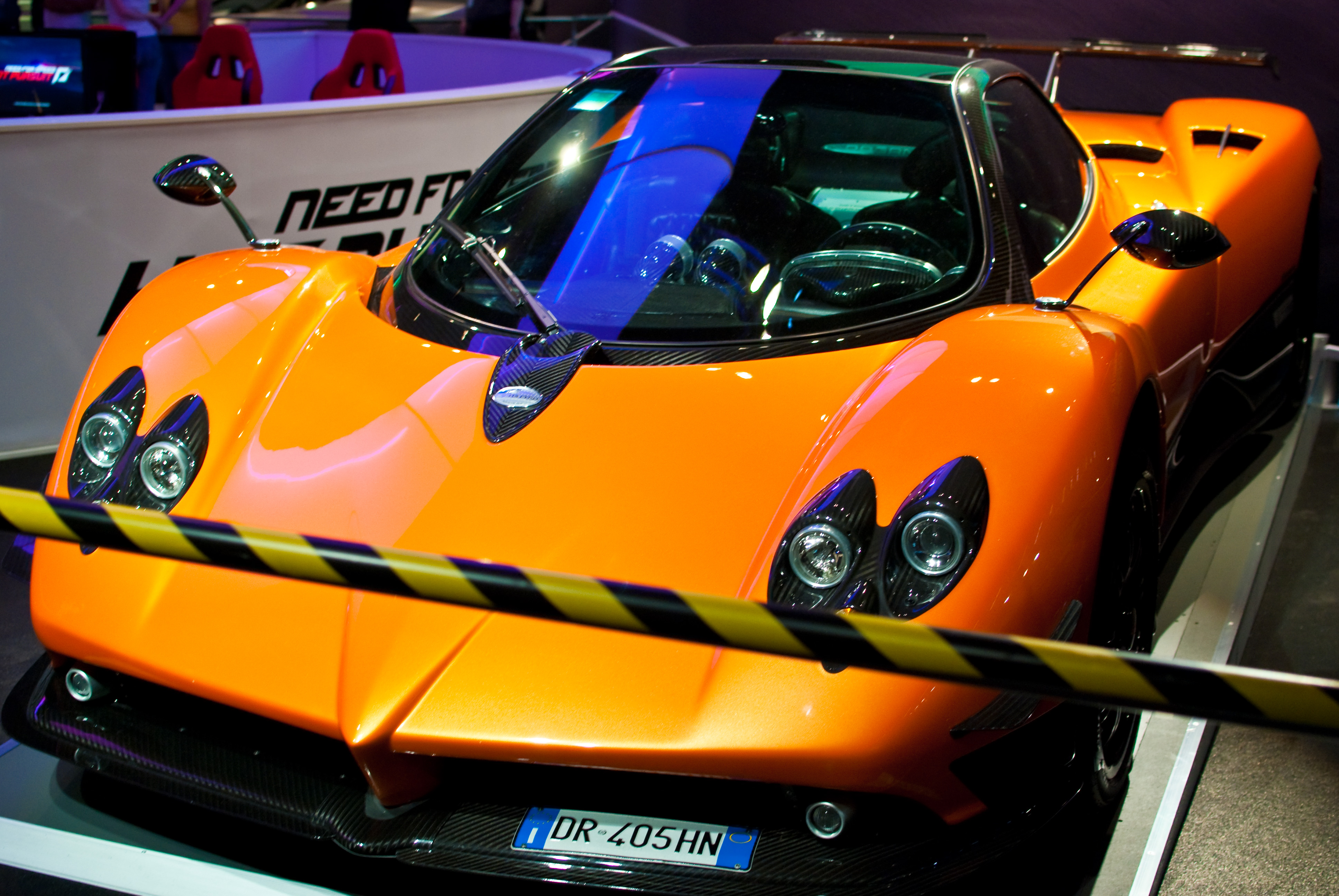
GamesCom 2010で展示されている本作限定塗装のPagani Zonda Cinque。ゲームではPagani Zonda Cinque NFS Editionとして収録されており、通常版と性能の違いはない。本作のメインビジュアル（レーサー）でもある。

一覧はPS3/Xbox版を基準とする。Wii版、iOS版には収録されていない車が存在する。DLC追加車両は収録されているDLC名を追記している。リマスター版は3台を除き、DLC車両を含めたすべての車両が収録されている。
注記なき車両はレーサーと警察どちらでも使用できる。基本的にオープンカー仕様はレーサーのみ使用可能で、警察はその分車種が少ない。例外として Porsche 911 Speedster はオープンカーではあるが警察でも使用できる。一方で警察のみの車両も存在する。
- Alfa Romeo
  - 8C Competizione
  - 8C Spider - レーサーのみ

- Aston Martion
  - DBS - レーサー仕様はDLC『SCPD Rebels』収録
  - DBS Volante - レーサーのみ
  - One-77
  - V12 Vantage

- Audi
  - R8 Coupé 5.2 FSI quattro - レーサー仕様はDLC『SCPD Rebels』収録
  - R8 Spyder 5.2 FSI quattro - レーサーのみ
  - TT RS

- Bentley
  - Continental Supersports Convertible - レーサーのみ
  - Continental Supersports Coupe

- BMW
  - M3 E92
  - M6 Convertible - レーサーのみ
  - Z4 sDrive 35is - レーサーのみ

- Bugatti
  - Veyron 16.4 - レーサー仕様はDLC『SCPD Rebels』収録
  - Veyron 16.4 Grand Sport - レーサーのみ
  - Veyron 16.4 Super Sport - DLC『Super Sports』収録

- Carbon Motors
  - E7 Concept - 警察のみ、リマスター版には未収録

- Chevrolet
  - Camaro SS
  - Corvette Grand Sport - レーサーのみ
  - Corvette Z06 - レーサー仕様はDLC『SCPD Rebels』収録
  - Corvette ZR1

- Dodge
  - Challenger SRT8
  - Charger SRT8
  - Viper SRT10
  - Viper SRT10 ACR
  - Viper SRT10 Final Edition - レーサーのみ

- Ford
  - Crown Victoria Police Interceptor - 警察のみ
  - GT
  - Police Interceptor Concept - 警察のみ
  - Shelby GT500
  - Shelby GT500 Super Snake

- Gumpert
  - Apollo S - DLC『Super Sports』収録

- Jaguar
  - XKR

- Koenigsegg
  - Agera
  - CCX
  - CCXR Edition

- Lamborghini
  - Countavch 5000 quattrovalvote - DLC『Lamborghini Untamed』収録
  - Diablo SV - DLC『Lamborghini Untamed』収録
  - Gallardo LP 550-2 Valentino Balboni
  - Gallardo LP 560-4
  - Gallardo LP 560-4 Spyder - レーサーのみ
  - Gallardo LP 570-4 Superleggera
  - Murciélago LP 640
  - Murciélago LP 650-4 Roadster - レーサーのみ
  - Murciélago LP 670-4 SV
  - Reventón - レーサー仕様はDLC『SCPD Rebels』収録
  - Reventón Roadster - レーサーのみ
  - Sesto Elemento - DLC『Lamborghini Untamed』収録

- Maserati
  - GranCabrio - レーサーのみ
  - GranTurismo S
  - Quattroporte Sport GT S - レーサー仕様はDLC『SCPD Rebels』収録

- Mazda
  - RX-8

- McLaren
  - F1
  - MP4-12C

- Mercedes-Benz
  - SL 65 AMG Black Series
  - SLR McLaren 722 Edition - レーサー仕様はDLC『SCPD Rebels』収録、リマスター版には未収録
  - SLR McLaren Stirling Moss - レーサーのみ、リマスター版には未収録
  - SLS AMG

- Mitsubishi
  - Lancer Evolution X

- Nissan
  - 370Z
  - 370Z Roadster - レーサーのみ
  - GT-R SpecV

- Pagani
  - Zonda Cinque
  - Zonda Cinque NFS Edition - レーサーのみ
  - Zonda Cinque Roadster - レーサーのみ
  - Zonda Cinque Roadster NFS Edition - レーサーのみ

- Porsche
  - 911 GT2 RS - DLC『Super Sports』収録
  - 911 GT3 RS
  - 911 Speedster - DLC『Porsche Unleashed』収録
  - 911 Targa 4S
  - 911 Turbo - DLC『Porsche Unleashed』収録
  - 911 Turbo S Cabriolet - レーサーのみ
  - 918 Spyder Concept Study - レーサーのみ
  - 959 - DLC『Porsche Unleashed』収録
  - Boxster Spyder - レーサーのみ
  - Carrera GT
  - Cayman S
  - Panamera Turbo

- Subaru
  - Impreza WRX STI

## EA TRAX
従来通り、レースミュージックと警察追跡BGMに分かれている。レースミュージックはリズミカルな曲が比較的多い。
1. 30 Seconds To Mars - Edge of the Earth
2. Bad Religion - The Resist Stance
3. Benny Benassi feat. Garry Go - Cinema
4. Black Rebel Motorcycle Club - Conscience Killer
5. Chiddy Bang - Opposite of Adults
6. Deadmau5 feat. Sofi - Sofi Needs a Ladder
7. Does It Offend You, Yeah? - All The Same
8. Funeral Party - Giant Song
9. Greenskeepers - Live Like You Wanna Live
10. Hadouken! - Bombshock
11. Killa Kela - Get A Rise
12. Klaxons - Echoes
13. Klaxons - Twin Flames
14. Lazee feat. Dead By April - Stronger
15. Lemonade - Big Weekend
16. Lupe Fiasco feat. Matthew Santos - Shining Down
17. Maximum Balloon feat. Theophilus London - Groove Me
18. M.I.A. - Born Free
19. New Politics - Yeah Yeah Yeah
20. Pendulum - Watercolour
21. Pint Shot Riot - Nothing From You (Redanka Remix)
22. Plan B - Stay Too Long (Pendulum Remix)
23. Teddybears - Devil's Music
24. Travie McCoy - Superbad (11:34)
25. We Have Band - Divisive (Tom Starr Remix)
26. White Lies - Bigger Than Us
27. Weezer - Ruling Me

## DLC
2017年2月現在、8つのDLCがダウンロードが可能である。
- SCPDレベルパック：￥400/320MSP

警察側にしかない車両をレーサー側でアンロックすることができるコンテンツ。
- SCPDタイムセーバーパック：￥400/320MSP

警察側の全車両をアンロックするコンテンツ。
- レーサータイムセーバーパック：￥400/320MSP

レーサー側の全車両をアンロックするコンテンツ。
- オンラインパスパック：￥1000/800MSP(日本語版は同梱)

オンラインを利用することができるようになり、車両もいくつか追加される。一回使用限りで、繰り返し使うことはできない。日本語版はソフトに同梱されており、パッケージ内のコードを入力することで利用可能。
中古品や譲渡品でコードが使用済みの場合には、別売のものを購入することでオンラインが利用可能になるが、同梱パスで追加される一部の車両は使用できない。現在は無料で配信されている。
- スーパースポーツ パック：￥700/560MSP

追加車種として、レーサー・警察 Porsche 911 GT2 RS、GUMPERT Apollo S、Bugatti Veyron 16.4 Super Sport が追加される他、レーサーに8個、警察に5個のイベントが追加、11個の実績・トロフィーが追加される。なお、車両のバラ売りもされている。(各300円/240MSPで、レーサーに2個、警察に1個イベント追加)
- デンジャラス パック：￥700/560MSP

オンラインの追加モードとして、「モスト・ウォンテッド」、「アームズ・レース」が追加、 3個の実績・トロフィーが追加される。
- Lamborghini Untamed パック：￥700/560MSP

追加車種として、レーサー・警察 Lamborghini Countach 5000 quattrovalvole、Lamborghini Diablo SV、Lamborghini Sesto Elemento が追加される他、レーサーに5個、警察に5個のイベントが追加、4個の実績・トロフィーが追加される。 なお、車両のバラ売りもされている。(各300円/240MSPで、レーサーに1個、警察に1個イベント追加)
- Porsche Unleashed パック：￥700/560MSP

追加車種として、レーサー・警察 Porsche 911 Turbo (1982 Edition)、Porsche 911 Speedster、Porsche 959が追加される他、レーサーに5個、警察に5個のイベントが追加、4個の実績・トロフィーが追加される。 なお、車両のバラ売りもされている。(各300円/240MSPで、レーサーに1個、警察に1個イベント追加)

## リマスター

リマスター版のロゴ

2020年10月6日に本作のリマスター版にあたるニード・フォー・スピード ホット・パースート リマスター（Need for Speed:Hot Pursuit Remastered）が発表され、11月6日よりPC版とPlayStation 4版とXbox One版が、11月13日よりNintendo Switch版の発売が開始された。開発にはバーンアウト パラダイスのリマスター版にも関わったStellar Entertainmentが参加している。
解像度は最大4K/60fpsに対応し、マルチプレイやオートログはクロスプレイに対応した。またすべてのDLCが収録されており、DLCで追加されたイベントは最初からキャリアに組み込まれている。新要素としてデカール作成機能が追加された（一部車両は不可）。
なおオリジナル版に登場した Carbon Motors E7 Concept、Mercedes-Benz SLR McLaren 722 Edition、Mercedes-Benz SLR McLaren Stirling Moss の3台はリマスター版では削除されている。

## 備考
- この作品のいわゆる体験版が2週間で200万を超えるダウンロードを達成している。これは過去の「ニード・フォー・スピード」シリーズ中，最速の記録となる[7]。